# Entoloma inusitatum
Entoloma inusitatum är en svampart som beskrevs av Noordel., Enderle & H. Lammers 1995. Entoloma inusitatum ingår i släktet Entoloma och familjen Entolomataceae.  Artens status i Sverige är: Ej påträffad. Inga underarter finns listade i Catalogue of Life.